# Petromyscus shortridgei
Petromyscus shortridgei é uma espécie de roedor da família Nesomyidae.
Pode ser encontrada no sudoeste de Angola e no noroeste da Namíbia.
Os seus habitats naturais são: matagal árido tropical ou subtropical.